# Piece by Piece
A Piece by Piece Katie Melua grúz származású brit énekes második albuma, melyet 2005-ben adtak ki. Első kislemeze, a Nine Million Bicycles bekerült a top ötbe az Egyesült Királyságban. A második kislemez egy dupla A-oldalú lemez volt az I Cried for You című számmal és a Just Like Heavennel, amely egy The Cure-feldolgozás. Előbbi dal azután íródott, miután Katie találkozott a The Holy Blood and the Holy Grail című könyv szerzőjével, míg az utóbbi a Just Like Heaven című film betétdalának lett fölvéve. A harmadik kislemez a Spider's Web volt (melyet Katie tizennyolc éves korában írt, az iraki háború alatt), amely nem került be a top negyven közé.
Melua a Piece by Piece című számot barátjával, Luke Pritcharddal való szakítása után írta. A Halfway up the Hindu Kusht Mike Batt-tel együtt szerezte. A két feldolgozás - Blues in the Night és On the Road Again a Canned Heattől - mellett az albumon található még a Thank You, Stars, amelyet eredetileg Katie Melua debütáló kislemezén, a The Closest Thing To Crazyn adtak ki.
Az albumot 2006-ban újra kiadták, Piece by Piece Special Edition címen, három további dallal és egy bónusz koncert DVD-vel, a Moment by Momenttal.

## Dalok
1. Shy Boy (Mike Batt) – 3:22
2. Nine Million Bicycles (Batt) – 3:15
3. Piece by Piece (Katie Melua) – 3:24
4. Halfway up the Hindu Kush (Melua, Batt) – 3:06
5. Blues in the Night (Harold Arlen, Johnny Mercer) – 4:12
6. Spider's Web (Melua) – 3:58
7. Blue Shoes (Batt) – 4:39
8. On the Road Again (Floyd Jones, Alan Wilson) – 4:38
9. Thank You, Stars (Batt) – 3:39
10. Just like Heaven (Robert Smith, Porl Thompson, Simon Gallup, Laurence Tolhurst, Boris Williams) – 3:35
11. I Cried for You (Melua) – 3:38
12. I Do Believe in Love (Melua) – 3:00

### Bónuszdalok
1. It's Only Pain
2. Lucy in the Sky with Diamonds (Lennon/McCartney)
3. Sometimes When I'm Dreaming

## Munkatársak
- Katie Melua - ének, akusztikus gitár
- Chris Spedding - gitár
- Jim Cregan - gitár
- Mike Batt - zongora
- Tim Harries - basszusgitár
- Henry Spinetti - dob
- Dominic Glover - trombita
- Mike Darcy - hegedű
- Martin Ditchman - ütőhangszerek
- Paul Jones - szájharmonika
- Adrian Brett - fuvola
- Peter Knight - mandolin
- Craig Pruess - szitár
- The Irish Film Orchestra - vezényel: Mike Batt
- Mike Batt - producer
- Simon Fowler - fotók

## Slágerlisták
| Lista(2005/2006/2007)     | Helyezés |
| ------------------------- | -------- |
| Ausztrália                | 31       |
| Ausztria                  | 5        |
| Belgium                   | 4        |
| Dánia                     | 1        |
| Finnország                | 23       |
| Franciaország             | 9        |
| Németország               | 2        |
| Hollandia                 | 1        |
| Olaszország               | 17       |
| Írország                  | 2        |
| Izland                    | 2        |
| Norvégia                  | 1        |
| Új-Zéland                 | 16       |
| Lengyelország             | 1        |
| Dél-Afrika                | 3        |
| Svédország                | 6        |
| Svájc                     | 3        |
| Egyesült Királyság        | 1        |
| Billboard 200             | 108      |
| Európai Billboard Lista   | 2        |
| Billboard Top Jazz Albums | 3        |
| United World Chart        | 7        |

## Külső hivatkozások
- Nine Million Bicycles videó
- I Cried for You' videó
- Hivatalos oldal
- Katie Melua myspace oldala